# Stávloi
Stávloi är en ort i Grekland.   Den ligger i prefekturen Nomós Evrytanías och regionen Grekiska fastlandet, i den centrala delen av landet, 180 km nordväst om huvudstaden Aten. Stávloi ligger 1 364 meter över havet och antalet invånare är 253.
Terrängen runt Stávloi är huvudsakligen kuperad, men västerut är den bergig. Runt Stávloi är det mycket glesbefolkat, med 5 invånare per kvadratkilometer. Närmaste större samhälle är Karpenísi, 17,8 km nordväst om Stávloi. 